# 紅窗門街

紅窗門街以北

紅窗門街以南

紅窗門街（葡萄牙語：Rua da Alfândega）位於澳門半島西部、風順堂區北部，地屬南區，西南端由三巴仔橫街起，沿途交有群興新街、夜呣街與崗頂斜路、福隆新街等，東北端接營地大街與天通街交界，長約180米，闊約5米；街道的中文名稱源自已拆卸的髹有紅窗的城門，而葡文名稱則意謂「關卡」，源自舊城牆近海處的稅關。此街也是澳門電影業的發源地之一；而1937年創刊的華僑報，現址亦位於這條街道。

## 歷史沿革
昔日澳門地形面積很小，澳葡政府為抵禦外敵入侵（尤其是荷蘭），在澳門築起多道城牆，而其中一道閘門就在這條街道的東北端，在今天通街與蓬萊里之間。往昔居在城門內的澳門人和葡萄牙人都不曉得在門樓寫牌匾，只懂把這些用石建成的城門都叫作「石閘門」；而由於這道閘門髹有紅窗，故人稱紅窗門，其下的街道則被稱為紅窗門街。又因為與營地大街北面的石閘門相對，故城門範圍皆屬營地大街的租界區域。紅窗門並與下環、媽閣等要衝地相通，城牆近海邊的一段則有一道關卡，駐有稅吏及汛兵，故此街道的葡文名稱 ，意即關卡街。按《澳門地理》記載：「其牆所經，自今東望洋山頂天文臺西側起，下山，……，經大三巴圍營地之西，南通天街經窗門街過萬里長城，……，至今牆界，尚斷續可尋。」時至1862年，城牆與閘門被拆除，但這條街道仍保留「紅窗門街」街名。

鴻德大廈，前身為集賢酒店

1866年，澳門富紳王祿、王棣父子在發展福隆新街與清平直街一帶期間，就在紅窗門一帶興建鋪戶，漸漸街上商鋪林立；在花事興盛時期更建有酒樓旅館。在舊司打口公棧對面則有一間酒店，名為集賢酒店（後來改名南園酒店，位置於今鴻德大廈，華僑報社址南面）。此時電影發明還不久，便有外國人帶來電影機，由於當時澳門還未有電影院，故就選在集賢酒店的客廳內，設銀幕放映畫，入場票價兩至四毫（澳門幣，以當時的物價已算昂貴），但仍有很多好奇的居民破費觀賞，一時觀眾擠擁。自此成為了澳門電影業的先河。

紅窗門街的商鋪

1937年華僑報創刊，社址連印刷房設在紅窗門街。後來旁邊的舊樓和酒店逐漸被拆卸，重建成住宅大廈，1960年代時街道上仍有相當多的老字號鋪戶，1990年代起逐漸消失，街上的商鋪主要為新式雜貨店和食店。21世紀初不斷有外籍人士遷進內港一帶居住，紅窗門街上亦陸續出現由外籍人士經營的店鋪。的存檔，存档日期2016-03-04.}}

## 相關街道
| 主要相交 - 三巴仔橫街 - 群興新街 - 夜呣街 - 夜呣斜巷（崗頂斜路） - 福隆新街 - 蓬萊里 - 營地大街 - 天通街 | 附近 - 三層樓街 - 安仿西街 - 柯邦迪前地（司打口） - 夜呣里（深巷仔） - 清平直街 - 崗頂前地 - 亞美打利庇盧大馬路（新馬路） |

## 重要地點

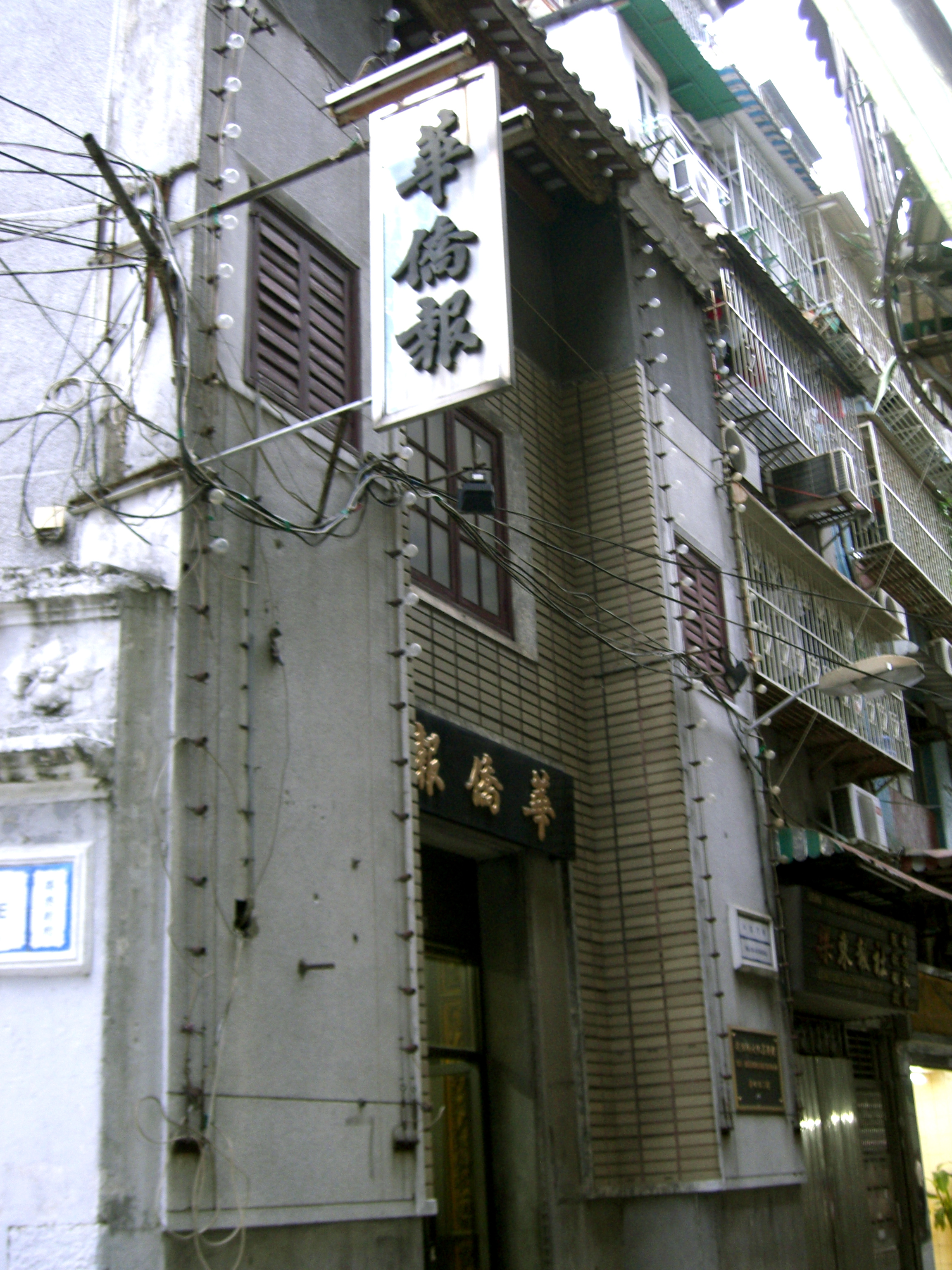
華僑報

- 華僑報

## 備註
1. ↑  這裏指的是又稱「萬里長城」的媽閣斜巷。
2. ↑   註:

## 外部連結
- 1960年的紅窗門街 （页面存档备份，存于）